# Polyclinum terranum
Polyclinum terranum är en sjöpungsart som beskrevs av Kott 1992. Polyclinum terranum ingår i släktet Polyclinum och familjen klumpsjöpungar. Inga underarter finns listade i Catalogue of Life.